# Stapelia paniculata
Stapelia paniculata är en oleanderväxtart. Stapelia paniculata ingår i släktet Stapelia och familjen oleanderväxter.

## Underarter
Arten delas in i följande underarter:
- S. p. kougabergensis
- S. p. paniculata
- S. p. scitula